# Johann I. von Plettenberg

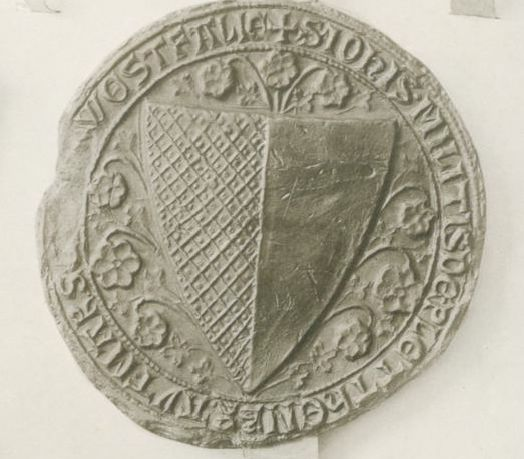
Siegel Johanns von Plettenberg aus dem Jahr 1296

Johann I. von Plettenberg (* vor 1270; † nach 1314) war Marschall von Westfalen und als solcher Vertreter des Erzbischofs von Köln in seiner Eigenschaft als Herzog von Westfalen. Er hat in seiner Amtszeit die kölnische Macht nicht zuletzt durch Burgenbau und Städtegründungen gegenüber konkurrierenden Kräften wie den Grafen von der Mark behauptet, gefestigt und ausgebaut.

## Familie
Er stammte aus der westfälischen Ritterfamilie derer von Plettenberg. 
Johann war mit Oleke von Büren verheiratet. Von ihren Kindern sind Heidenreich, Johann und Berthold namentlich bekannt. Die beiden ersten erscheinen als Ritter und Berthold war Domherr.

## Marschall von Westfalen
Johann von Plettenberg galt als kriegerisch und unerschrocken und war von etwa 1293 oder 1294 bis 1298 Marschall von Westfalen zunächst im Dienste des Kölner Erzbischofs Siegfried von Westerburg sowie dessen Nachfolger. Das genaue Jahr seines Amtsantritts ist nicht ganz klar, weil keine Ernennungsurkunde erhalten ist. Urkundlich ist seine Tätigkeit als Marschall ab 1295 belegt. So war er in diesem Jahr in Bonn als Zeuge anwesend als die Grafen von Wittgenstein ihre Burg und die Stadt Laasphe dem Erzbischof für 500 Mark zu Lehen auftrugen.
Im Jahr 1297 schrieb Johann von Plettenberg an die Pfarrer in der Gegend von Soest und betonte, dass er den Schutz der Kirchen und der Geistlichen als eine seiner wichtigsten Aufgaben ansah. Im Fall eines der Kirche entzogenen Gutes bei Ampen drohte er mit der Anwendung weltlicher Machtmittel nachdem kirchliche Ermahnungen bis hin zur Exkommunikation nicht erfolgreich gewesen waren.
Er war Zeuge als Graf Werner von Wittgenstein das Gericht, die Münze, den Zoll und die Vogtei von Medebach für 200 Mark an den Erzbischof Wigbold von Holte verkaufte. Johann überließ in dieser Zeit der Stadt Medebach, ohne Aufgabe des erzbischöflichen Besitzanspruches, die Münze, unter der Bedingung, dass drei Viertel der Einkünfte an den Marschall und das übrige Viertel an den Stadtrat fallen sollte. Er sicherte die Position in der Gegend, als er das dortige Gogericht, das immerhin fünfzehn Kirchspiele umfasste, von Heinrich von Itter erwarb. Insgesamt hatte er die kölnischen Machtansprüche in dieser Gegend auf eine feste und konkurrierenden Kräften überlegene Basis gestellt.
Aus unbekannten Gründen war Johann von Plettenberg entweder zeitweilig vom Marschallamt zurückgetreten oder der Erzbischof hat neben ihn einen weiteren Marschall ernannt. Berthold von Büren wurde als solcher in einer Urkunde von 1298 genannt. Dieser trat auch 1299 noch als Marschall auf, während von Johann aus dieser Zeit keine Urkunde bekannt ist.
Spätestens seit 1302 amtierte Johann von Plettenberg wieder als Marschall.

## Konflikt mit der Grafschaft Mark
In die erste Phase von Johanns Tätigkeit als Marschall fiel die Bedrohung erzbischöflicher Gebiete durch Graf Eberhard von der Mark und seine Verbündeten etwa der Herren von Bilstein. Die Grafen von der Mark nutzen die anhaltende Schwäche der Erzbischöfe von Köln zur Erweiterung ihrer Stellung nach der Schlacht von Worringen (1288). Die Bedrohung ging in erster Linie von den Burgen Waldenburg und Schwarzenberg aus. Die Ministerialen des Erzbischofs ihrerseits operierten von Attendorn und der Burg Schnellenberg. 1296 führte Johanns Einsatz zum endgültigen Erwerb der Waldenburg, die bislang als Basis für die Operationen des Grafen gegen das erzbischöfliche Territorium gedient hatte. Johann von Plettenberg erhielt nicht nur vom Erzbischof Unterstützung, sondern auch von den Bischöfen von Osnabrück und Paderborn sowie den Grafen Wilhelm und Ludwig von Arnsberg. Auch durch Vermittlung von König Adolf von Nassau konnte der Konflikt beendet werden.

## Lagerbuch
Er ließ 1307 mit seinem Lagerbuch ein Verzeichnis über den Besitz und die Rechte der Kölner Erzbischöfe in Westfalen anlegen. Geordnet nach Städten und Verwaltungsbezirken enthält es Informationen über die daraus erwachsenden Einkünfte des Erzbischofs. Daneben enthält es historisch bedeutende Nachrichten aus der Vergangenheit der verzeichneten Orte und Gebiete sowie einen Abriss über die herzoglichen Rechte.
Die Einkünfte aus diesen Besitzungen waren sehr bedeutend. Aber die Besitzungen, aus denen sie stammten, war sehr zersplittert und lagen teilweise weit außerhalb des Herzogtums Westfalen. Das reguläre Einkommen lag bei 1300 Mark, hinzu kamen weitere Gefälle und 2910 Malter Getreide. Unklar ist wie viel davon an den Erzbischof abgeführt werden musste.
Die aufgeführten Ämter entsprachen dabei noch nicht der späteren Abgrenzung. Diese ländlichen Gebiete spielten für die Machtpolitik zu dieser Zeit im Vergleich mit Burgen und befestigten Städten auch eine untergeordnete Rolle. Das Lagerbuch ist ein Abbild der kölnischen Territorialpolitik des 13. Jahrhunderts, die in erster Linie auf dem Ausbau befestigter Plätze als Stützpunkte und Kristallisationskern für das Ausbreiten der erzbischöflichen Herrschaft basierte.
Die im Lagerbuch verzeichneten Einkünfte aus einer den Juden auferlegten Abgabe deuten an, dass es neben Soest auch in Brilon, Attendorn, Geseke, Werl und Medebach Juden gegeben hat.

## Landfriedenspolitik
Im Jahr 1305 schloss er als Marschall neben der Stadt Soest sowie den anderen erzbischöflichen Städten in Westfalen mit den Bischöfen von Paderborn und Münster einen auf ein Jahr befristeten Landfrieden. Kurze Zeit später trat auch die Stadt Recklinghausen dem Bündnis bei. In der entsprechenden Urkunde wurde Johann von Plettenberg als Dominus Johannes de plettenbree miles, Westfalie marescalcus tituliert.
Zur Sicherung der verschiedenen Landfriedensbündnisse ernannten die Vertragspartner besondere Beauftragte, die für die Aufrechterhaltung des Bündnisses sorgen sollten. Diese Rolle übernahmen auch Johann von Plettenberg und Berthold von Büren. Beide schlichteten 1309 einen Streit zwischen den Brüdern von Holthausen und dem Kloster Benninghausen. Auch unabhängig von den Landfriedensbündnissen war er bestrebt Streitigkeiten beizulegen. Verschiedene dieser Bemühungen sind urkundlich belegt.

## Burgen und Städtegründungen
Siegfried von Westerburg hatte 1289 die Waldenburg pfandweise dem Grafen Adolf III. von Berg überlassen, der die Burg an den feindlichen Grafen Eberhard I. von der Mark weiterverpfändete. Daraufhin ließ der Erzbischof durch Johann die Burg Schnellenberg instand setzen, um von dort gegebenenfalls Ausfälle in die Mark unternehmen zu können. Die Arbeiten scheinen 1294 beendet worden zu sein. Folgt man Johann Suibert Seibertz, ist Johann sogar als Erbauer der Burg anzusehen. Dies geht aus einer Urkunde seines Sohnes Heidenreich hervor, in der dieser die Jurisdiktion über Attendorn, die Johann erworben hatte, sowie die Burg an die Erzbischöfe von Köln abtrat. Die Anlage der Burg Schnellenberg war ein wesentlicher Aspekt der Stützung des wankenden Südwestpfeilers der kölnischen Herrschaft in Westfalen durch Johann von Plettenberg.
Von erheblicher Bedeutung war, dass er zur Stärkung des erzbischöflichen Einflusses die Zahl der befestigten Städte vergrößerte. Bereits 1296 wurde die Stadt Belecke offiziell gegründet. Allerdings wurde dieser Beschluss nicht sofort umgesetzt. Noch 1307 war keine Befestigung vorhanden. Erst in den Folgejahren wurde dies nachgeholt. Gleichzeitig wurden die Rechte der Stadt und des Abtes des Klosters Grafschaft, dem die Kirche unterstand, abgegrenzt.
In seiner zweiten Amtszeit ließ Johann 1310 die von den Grafen von Waldeck zerstörte Stadt und Burg Hallenberg, nachdem sie etwa zehn Jahre lang unbewohnt gewesen war, wieder aufbauen. Er ließ auch Kallenhardt anlegen. Durch die Grenzlage war der Ort Olpe stark durch Übergriffe gefährdet. Vor allem auf den Rat von Johann von Plettenberg hin, verlieh Erzbischof Heinrich Olpe 1311 das Soester Stadtrecht und ließ die Stadt befestigen.